# 乌节路
烏節路（英語：Orchard Road、馬來語：或），是新加坡的一條有名的購物區及商業大街，位於新加坡中區之內。
馬路兩旁大興商場和百貨公司林立，包括義安城、威士馬廣場、愛雍．烏節、313@Somerset、Orchard Central及会德丰广场等。

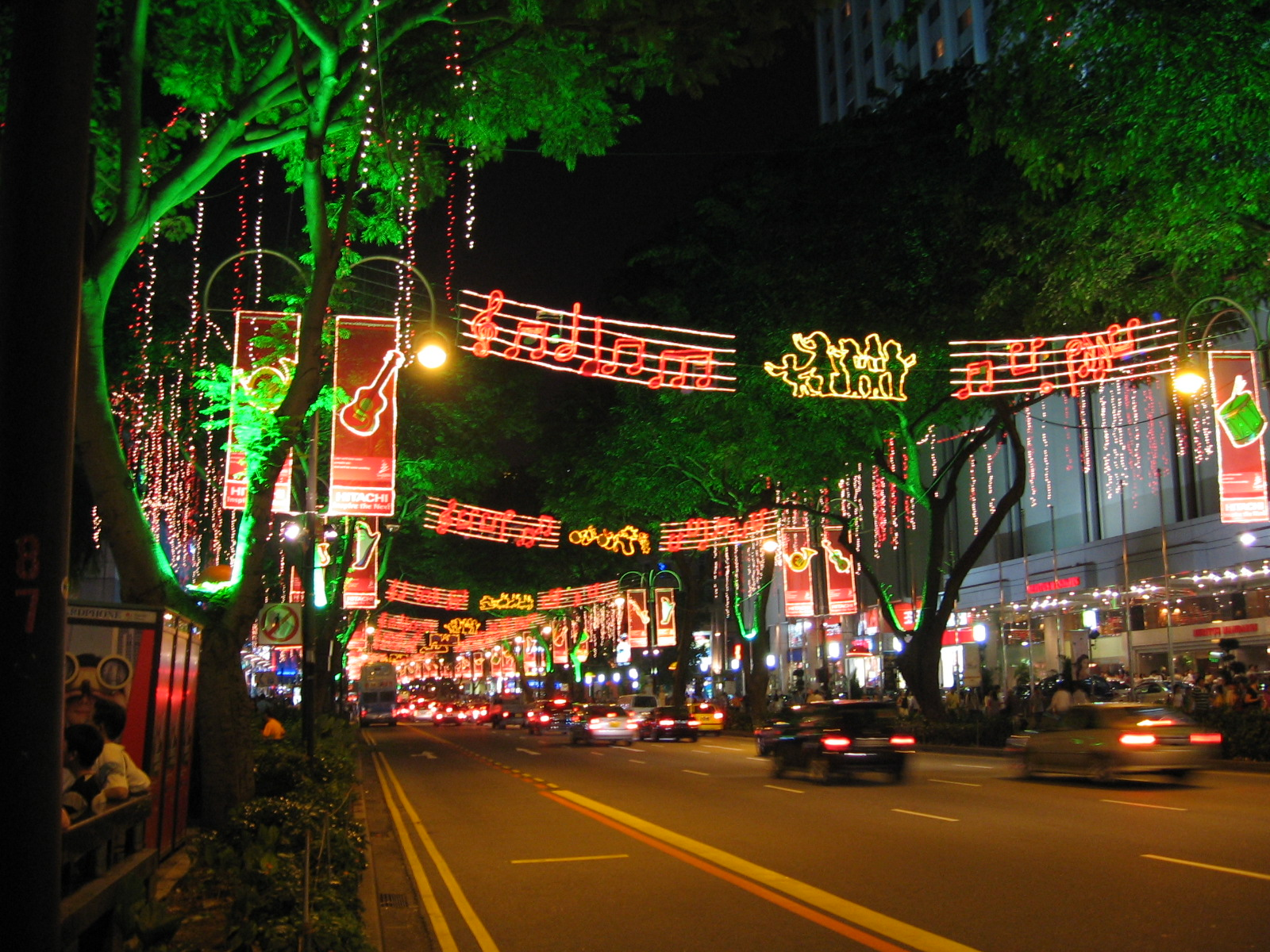
烏節路在聖誕節的夜色。

烏節路英文名稱「Orchard Road」起源於舊時該路曾經是果園。

## 歷史
1830年代，烏節路曾是果園，除了種植水果外，尚有甘蔗、胡椒、肉豆蔻之栽種。至1860年代，種植園被大量平房所取代，並且有山路穿越。早於1890年代，暹羅國王朱拉隆功從泰國駐新加坡大使手中購下位於烏節路之物業，並於相鄰購置另兩個物業。三者成為日後泰國駐新加坡大使館。
二十世紀早期，英國人曾評價烏節路住宅區環境堪比英國德文郡。

## 交通
新加坡地鐵有四個車站途經烏節路，分別是：
- 烏節地鐵站
- 烏節大道地鐵站
- 索美塞地鐵站
- 多美歌地鐵站

## 商場
- 爱雍·乌节
- 義安城
- 伟乐坊

## 酒店
- 文華大酒店

## 圖片

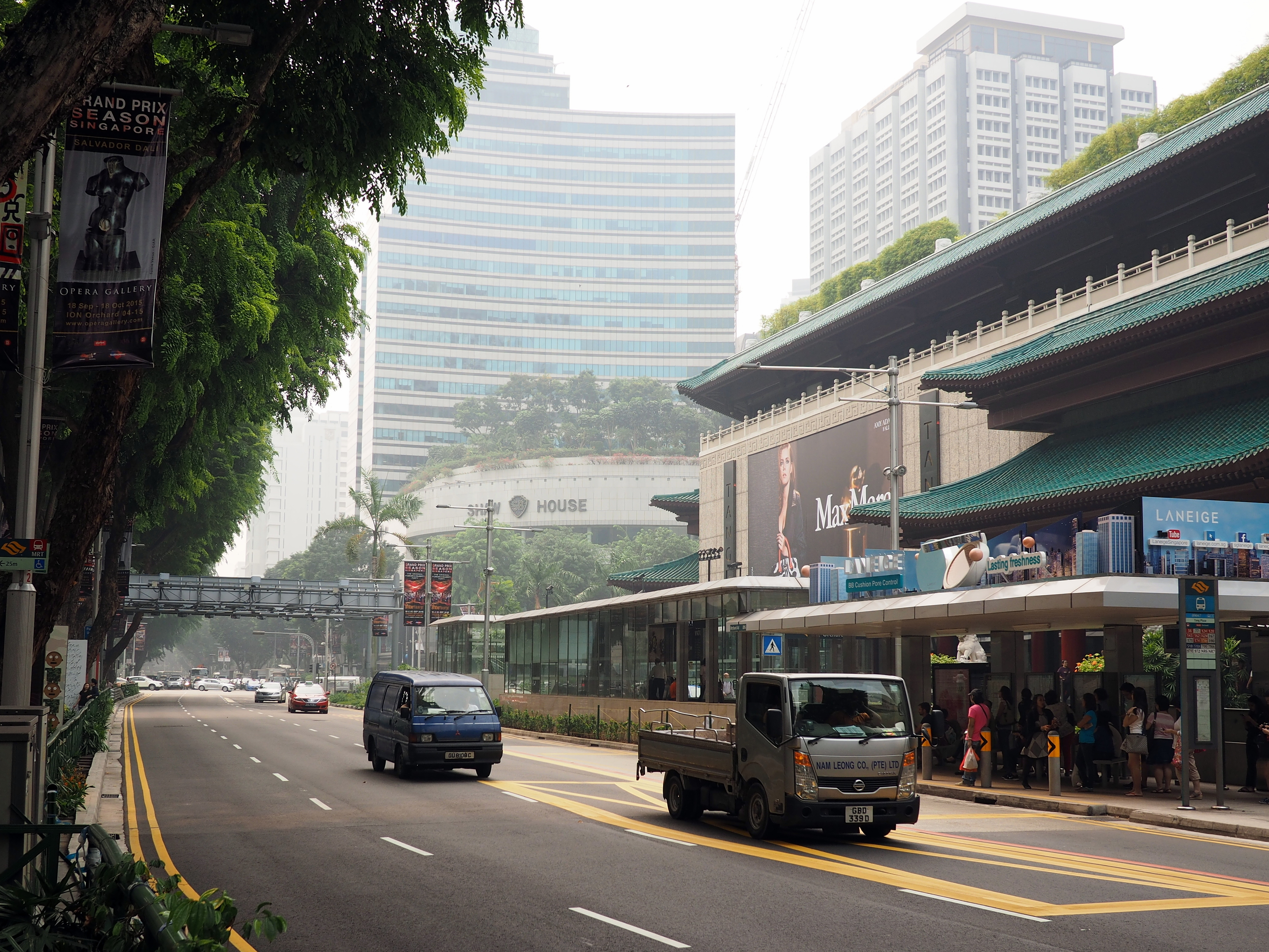
烏節路大街
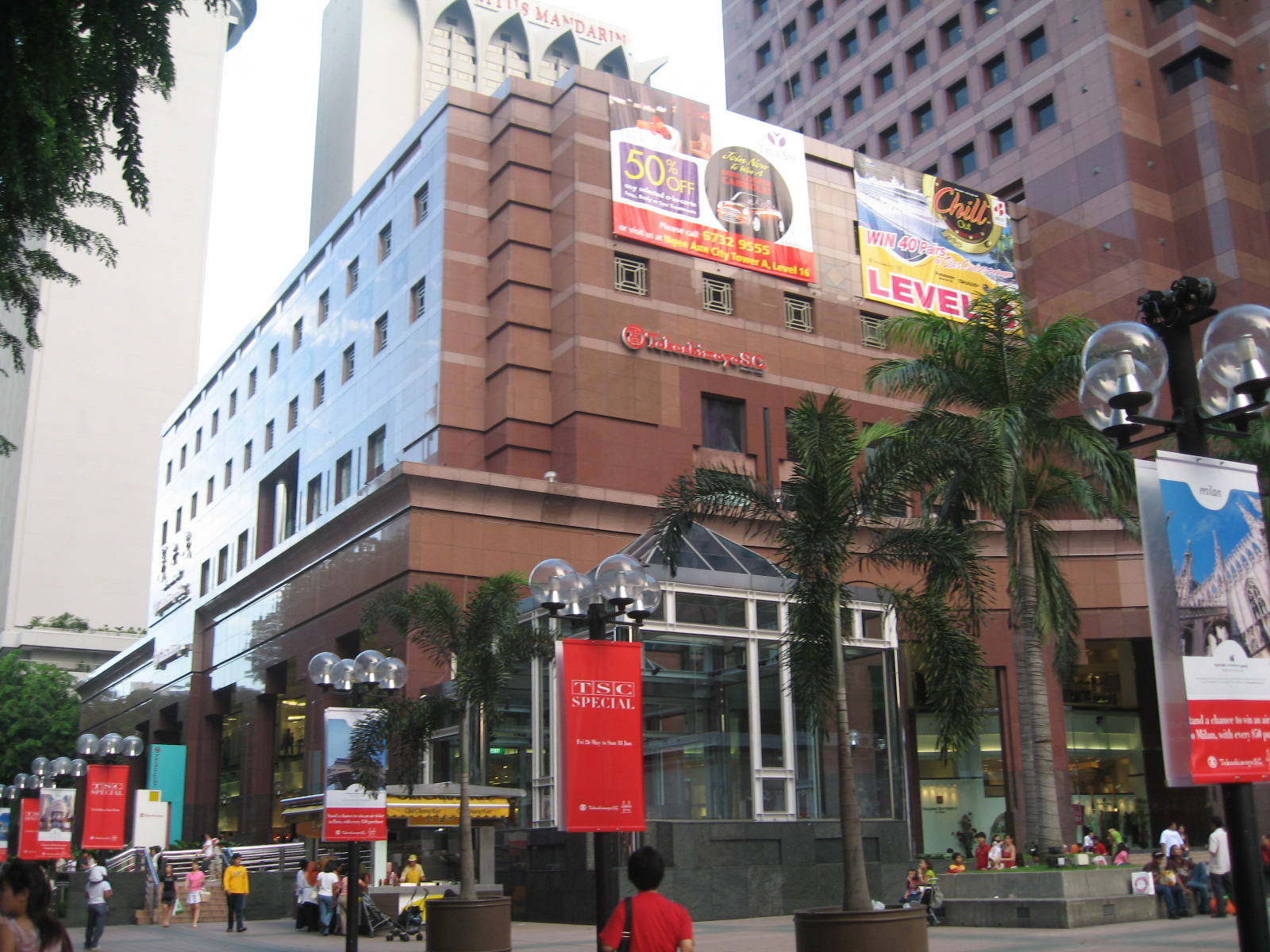
義安城
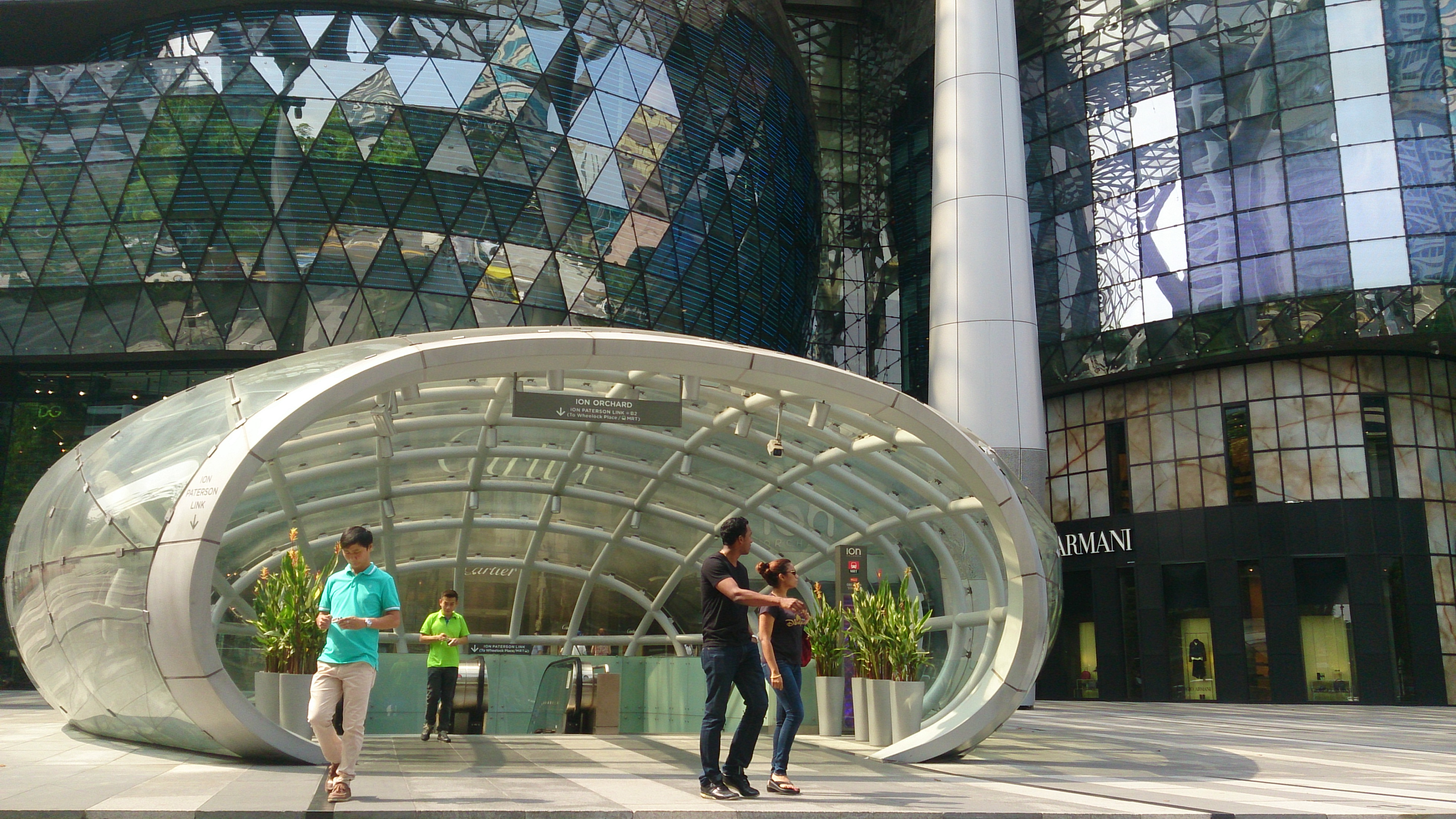
商場入口
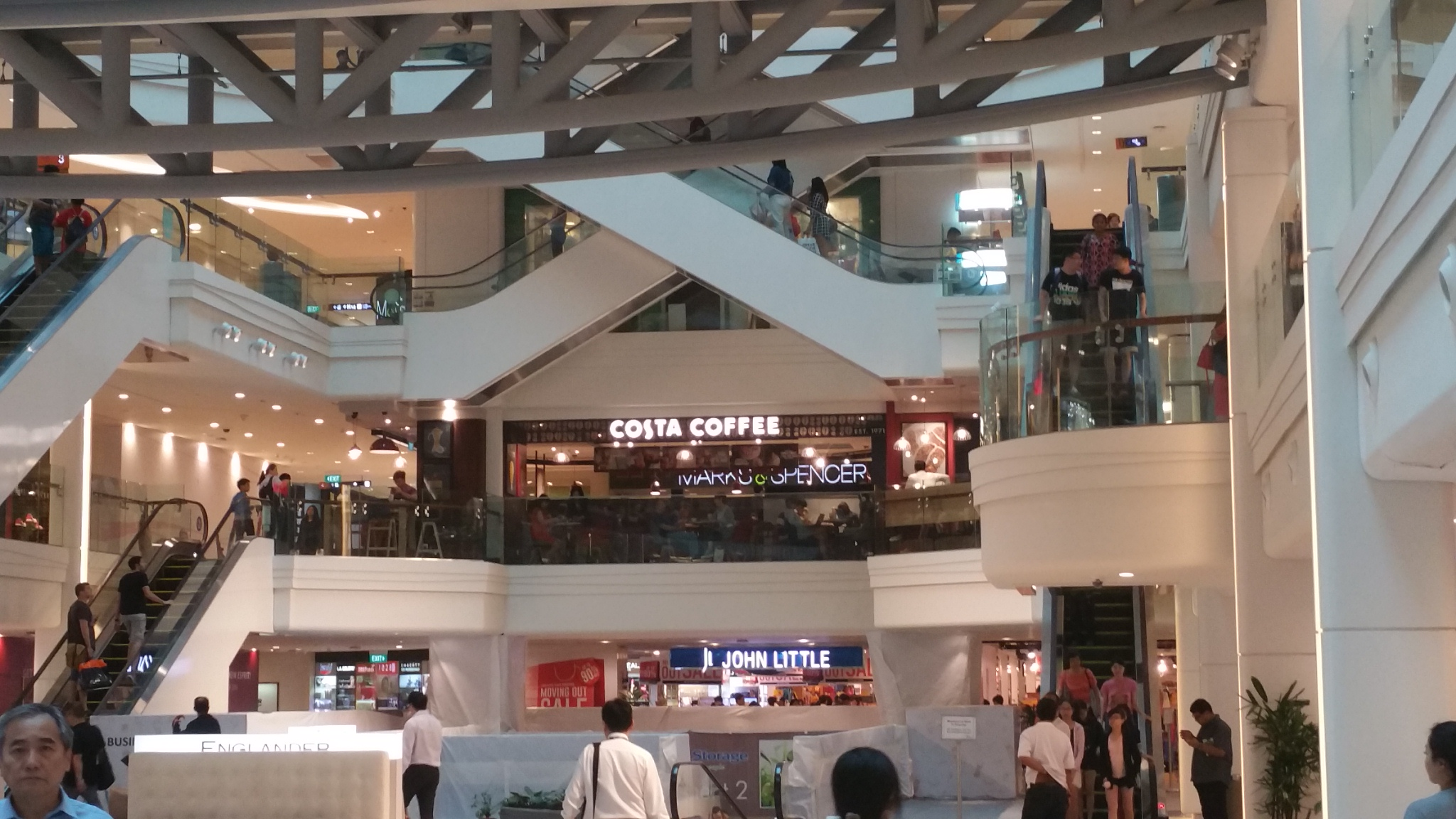
商場內部